# Rasmus Seebachs diskografi
Den danske popsanger Rasmus Seebachs diskografi består af fem studiealbum, to ep'er, ét livealbum, og 25 singler.

## Album

### Studiealbum
| Titel                                                            | Album detaljer                                                     | Højeste placering | Højeste placering | Certificering               |
| Titel                                                            | Album detaljer                                                     | Danmark           | Sverige           | Certificering               |
| ---------------------------------------------------------------- | ------------------------------------------------------------------ | ----------------- | ----------------- | --------------------------- |
| Rasmus Seebach                                                   | - Udgivet: 28. september 2009 - Selskab: ArtPeople - Format: CD    | 1                 | 10                | - DK: 15× Platin - SE: Guld |
| Mer' end kærlighed                                               | - Udgivet: 17. oktober 2011 - Selskab: ArtPeople - Format: CD      | 1                 | 19                | - DK: 16× Platin            |
| Ingen kan love dig i morgen                                      | - Udgivet: 4. november 2013 - Selskab: ArtPeople - Format: CD      | 1                 | 38                | - DK: 17× Platin            |
| Verden ka' vente                                                 | - Udgivet: 6. november 2015 - Selskab: ArtPeople - Format: CD      | 1                 | 49                | - DK: 12× Platin            |
| Før vi mødte dig                                                 | - Udgivet: 24. november 2017 - Selskab: ArtPeople - Format: LP, CD | 1                 | —                 | - DK: 5× Platin             |
| "—" markerer en udgivelse der ikke opnåede en hitlisteplacering. |                                                                    |                   |                   |                             |

### EP'er
| Titel                              | Album detaljer                                                            | Højeste placering | Certificering |
| Titel                              | Album detaljer                                                            | Danmark           | Certificering |
| ---------------------------------- | ------------------------------------------------------------------------- | ----------------- | ------------- |
| 4 til gulvet                       | - Udgivet: 19. august 2022 - Selskab: Capitol - Format: Digital download  | 7                 | - Platin      |
| Sange fra Askepot (mine versioner) | - Udgivet: 23. februar 2024 - Selskab: Capitol - Format: Digital download | 37                |               |

### Livealbum
| År   | Album               | Højeste placering | Certificering   |
| År   | Album               | Danmark           | Certificering   |
| ---- | ------------------- | ----------------- | --------------- |
| 2012 | Rasmus Seebach Live | 1                 | - DK: 2× Platin |

### Opsamlingsalbum
| År   | Album         | Højeste placering | Certificering   |
| År   | Album         | Danmark           | Certificering   |
| ---- | ------------- | ----------------- | --------------- |
| 2019 | Tak for turen | 1                 | - DK: 2× Platin |

## Singler

### Danske
| År                                                               | Single                               | Højeste placering | Højeste placering | Højeste placering | Certificering                              | Album                       |
| År                                                               | Single                               | Danmark           | Norge             | Sverige           | Certificering                              | Album                       |
| ---------------------------------------------------------------- | ------------------------------------ | ----------------- | ----------------- | ----------------- | ------------------------------------------ | --------------------------- |
| 2009                                                             | "Engel"                              | 1                 | —                 | 12                | - DK: Platin                               | Rasmus Seebach              |
| 2009                                                             | "Glad igen"                          | 2                 | —                 | —                 | - DK: Platin                               | Rasmus Seebach              |
| 2010                                                             | "Lidt i fem"                         | 3                 | —                 | —                 | - DK: 2× Platin                            | Rasmus Seebach              |
| 2010                                                             | "Natteravn"                          | 14                | 5                 | 4                 | - DK: 2× Platin - NO: 3× Platin - SE: Guld | Rasmus Seebach              |
| 2011                                                             | "I mine øjne"                        | 1                 | —                 | —                 | - DK: 2× Platin                            | Mer' end kærlighed          |
| 2011                                                             | "Millionær" (featuring Ankerstjerne) | 2                 | —                 | —                 | - DK: 3× Platin                            | Mer' end kærlighed          |
| 2012                                                             | "Falder"                             | 18                | —                 | —                 | - DK: 3× Platin                            | Mer' end kærlighed          |
| 2013                                                             | "Olivia"                             | 1                 | —                 | —                 | - DK: 4× Platin                            | Ingen kan love dig i morgen |
| 2013                                                             | "Sandstorm"                          | 1                 | —                 | —                 | - DK: 2× Platin                            | Ingen kan love dig i morgen |
| 2014                                                             | "Øde ø"                              | 7                 | —                 | —                 | - DK: 4× Platin                            | Ingen kan love dig i morgen |
| 2015                                                             | "Uanset"                             | 1                 | —                 | —                 | - DK: 3× Platin                            | Verden ka' vente            |
| 2016                                                             | "Farlig"                             | —                 | —                 | —                 | - DK: 2× Platin                            | Verden ka' vente            |
| 2017                                                             | "2017"                               | 1                 | —                 | —                 | - DK: 2× Platin                            | Før vi mødte dig            |
| 2017                                                             | "Bli' her lidt endnu"                | 4                 | —                 | —                 | - DK: Platin                               | Før vi mødte dig            |
| 2017                                                             | "Farfar sang"                        | 17                | —                 | —                 | - DK: Platin                               | Før vi mødte dig            |
| 2017                                                             | "Andeby"                             | —                 | —                 | —                 | - DK: Guld                                 | Før vi mødte dig            |
| 2018                                                             | "De værste bedste år"                | —                 | —                 | —                 | - DK: Guld                                 | Før vi mødte dig            |
| 2019                                                             | "Lovesong"                           | 3                 | —                 | —                 | - DK: Platin                               | Tak for turen               |
| 2019                                                             | "Beautiful"                          | 17                | —                 | —                 | - DK: Platin                               | Tak for turen               |
| 2020                                                             | "Supermand"                          | —                 | —                 | —                 |                                            | Tak for turen               |
| 2021                                                             | "Så længe vi danser"                 | 10                | —                 | —                 | - Platin                                   | 4 til gulvet                |
| 2022                                                             | "Livstegn"                           | 20                | —                 | —                 | - Platin                                   | 4 til gulvet                |
| 2022                                                             | "Zombie"                             | 40                | —                 | —                 |                                            | 4 til gulvet                |
| 2022                                                             | "Sig du ser mig"                     | —                 | —                 | —                 | - Guld                                     |                             |
| 2023                                                             | "Vores år (Nytårssangen)"            | 36                | —                 | —                 |                                            |                             |
| "—" markerer en udgivelse der ikke opnåede en hitlisteplacering. |                                      |                   |                   |                   |                                            |                             |

som medvirkende artist
| 2005                                                             | "Hvor små vi er"                                                     | 1 | - 13× Platin                           |                |
| 2012                                                             | "Say You, Say Me" (Lionel Richie og Rasmus Seebach)                  | 3 | - Guld (download) - Guld (streaming)   | Tuskegee       |
| 2012                                                             | "1000 år" (Ankerstjerne featuring Rasmus Seebach)                    | 7 | - Guld (download) - Platin (streaming) | Ankerstjerne   |
| 2021                                                             | "Kalder på dig" (Benny Jamz, Gilli og Kesi featuring Rasmus Seebach) | 9 | - Platin                               | Mere end musik |
| 2023                                                             | "Dem der venter" (Ankerstjerne featuring Rasmus Seebach)             | — |                                        |                |
| "—" markerer en udgivelse der ikke opnåede en hitlisteplacering. |                                                                      |   |                                        |                |

### Engelske
| År                                                               | Single                | Højeste placering |
| År                                                               | Single                | Tyskland          |
| ---------------------------------------------------------------- | --------------------- | ----------------- |
| 2011                                                             | "Angel"               | —                 |
| 2011                                                             | "Calling (Nighthawk)" | 90                |
| "—" markerer en udgivelse der ikke opnåede en hitlisteplacering. |                       |                   |

### Andre sange
| År   | Single                        | Højeste placering | Certificering           | Album                       |
| År   | Single                        | Danmark           | Certificering           | Album                       |
| ---- | ----------------------------- | ----------------- | ----------------------- | --------------------------- |
| 2009 | "Den anden side"              | —                 | - Guld                  | Rasmus Seebach              |
| 2009 | "En skygge af dig selv"       | 3                 | - Guld                  | Rasmus Seebach              |
| 2009 | "Den jeg er"                  | 3                 | - Guld (download)       | Rasmus Seebach              |
| 2011 | "Under stjernerne på himlen"  | 3                 | - 5× Platin             | Mer' end kærlighed          |
| 2011 | "Mer' end kærlighed"          | 22                | - Guld (streaming)      | Mer' end kærlighed          |
| 2011 | "Lys i din lejlighed"         | 31                | - 2× Platin (streaming) | Mer' end kærlighed          |
| 2011 | "Vi lever"                    | —                 | - Guld (streaming)      | Mer' end kærlighed          |
| 2011 | "Igen i dag"                  | —                 | - Platin (streaming)    | Mer' end kærlighed          |
| 2011 | "Nangijala"                   | 20                | - Platin (streaming)    | Mer' end kærlighed          |
| 2011 | "Ringe i vandet"              | —                 | - Guld (streaming)      | Mer' end kærlighed          |
| 2013 | "Hjemløs"                     | —                 | - Guld (streaming)      | Ingen kan love dig i morgen |
| 2013 | "Fri"                         | 3                 | - Guld (streaming)      | Ingen kan love dig i morgen |
| 2013 | "Du' det dejligste"           | 7                 | - Platin (streaming)    | Ingen kan love dig i morgen |
| 2013 | "Ingen kan love dig i morgen" | 20                | - 2× Platin (streaming) | Ingen kan love dig i morgen |
| 2013 | "Tusind farver"               | 27                | - 2× Platin             | Ingen kan love dig i morgen |
| 2013 | "En verden uden dig"          | —                 | - Platin                | Ingen kan love dig i morgen |
| 2013 | "I min t-shirt"               | 36                | - Platin (streaming)    | Ingen kan love dig i morgen |
| 2013 | "De ka' sig' hva' de vil"     | —                 | - Guld (streaming)      | Ingen kan love dig i morgen |
| 2013 | "Venner"                      | 37                | - Platin                | Ingen kan love dig i morgen |
| 2015 | "Verden ka' vente"            | 24                | - Platin                | Verden ka' vente            |
| 2015 | "Livet går videre"            | 39                | - Platin                | Verden ka' vente            |
| 2015 | "Okay"                        | —                 | - Guld                  | Verden ka' vente            |
| 2015 | "For sidste gang"             | —                 | - Guld                  | Verden ka' vente            |
| 2015 | "Stod det skrevet"            | —                 | - Guld                  | Verden ka' vente            |
| 2015 | "Flyv fugl"                   | 19                | - Platin                | Verden ka' vente            |
| 2015 | "Lille store verden"          | 2                 | - 5× Platin             | Verden ka' vente            |
| 2015 | "Der' noget i december"       | 29                | - 4× Platin             | Verden ka' vente            |
| 2017 | "Bli' her lidt endnu"         | —                 | - Platin                | Før vi mødte dig            |
| 2017 | "Livets melodi"               | —                 | - Guld                  | Før vi mødte dig            |
| 2019 | "Tak for turen"               | 26                |                         | Tak for turen               |